# Monument d'Alexandre II au Kremlin

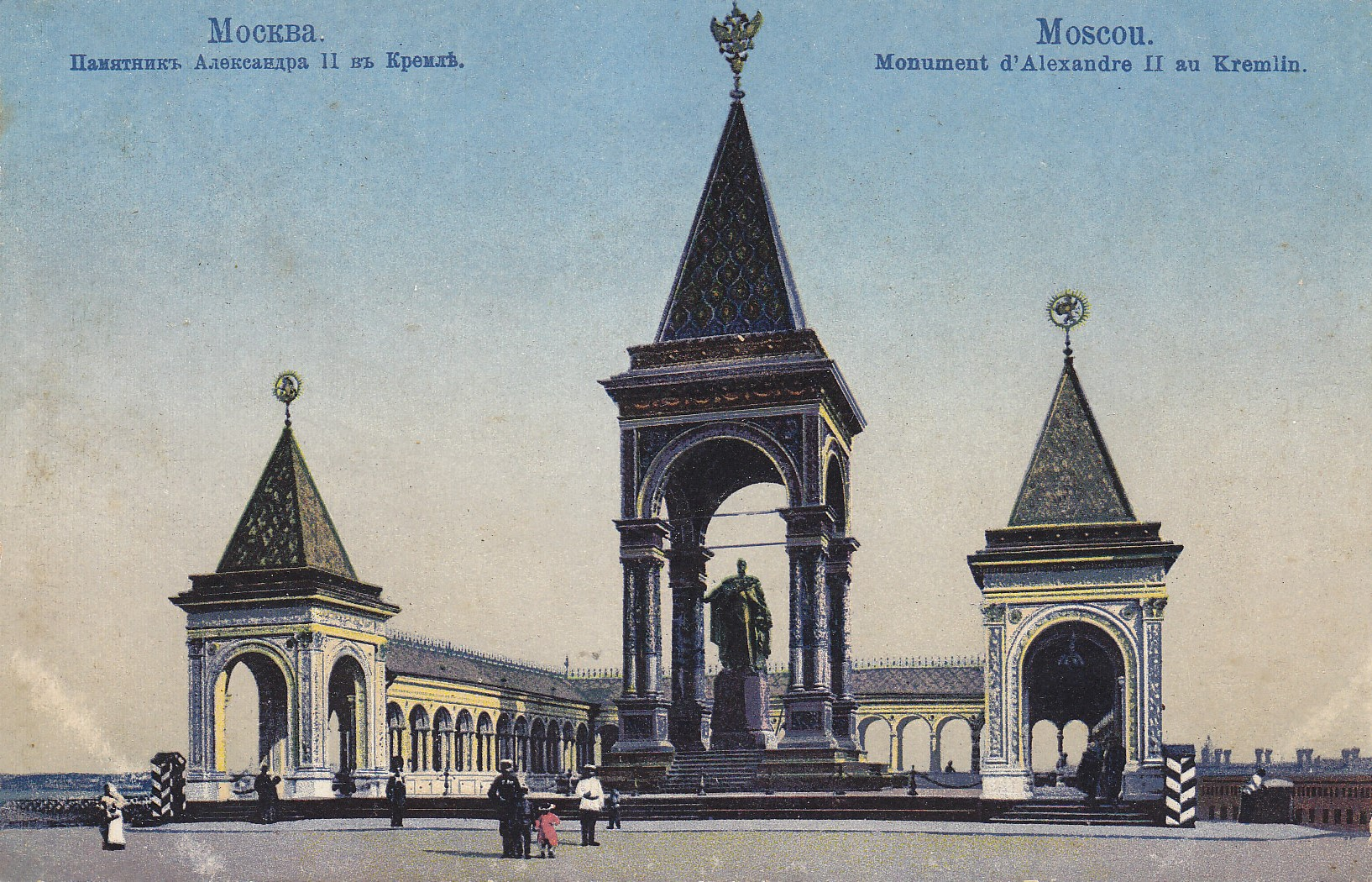
Carte postale d'avant 1914 représentant le monument d'Alexandre II au Kremlin.

Le monument d'Alexandre II est un monument aujourd'hui détruit qui fut érigé au kremlin de Moscou en 1898. Il était édifié au bord de la colline du Kremlin surplombant la Moskova.

## Historique et description
La première pierre du monument est posée le 14 mai 1893 et sa construction dure cinq ans. Il est solennellement inauguré en présence du jeune empereur Nicolas II, le 16 août 1898. La statue de bronze d'Alexandre II est l'œuvre d'Alexandre Opékouchine, auteur de celle de Pouchkine, place Pouchkine, dix-huit ans auparavant. L'architecte est Nikolaï Soultanov qui entoure la statue de trois côtés d'une galerie couverte à colonnade. La statue elle-même est placée sous un pavillon ouvert à colonnade et à toit pointu, couronné de l'aigle impériale à deux têtes.
Alexandre II, le « tzar libérateur », est représenté en uniforme de général avec un sceptre. Sur le piédestal est inscrit: À l'empereur Alexandre II amour du peuple. Le pavillon est fait de granite de Finlande et orné de bronze doré. Les tuiles de bronze sont décorées d'émaux verts.
La galerie qui entoure les trois côtés est décorée de trente-trois portraits de mosaïques représentant les souverains de Russie de Vladimir Ier à Nicolas Ier, selon les esquisses de Pavel Joukovski. 
Le monument rencontre alors la curiosité voire la popularité des Moscovites, comme le rapportent les Moskovskie Vedomosti et d'autres journaux.
La statue est démontée au printemps 1918 et le reste du monument démoli en 1928.

## Notes

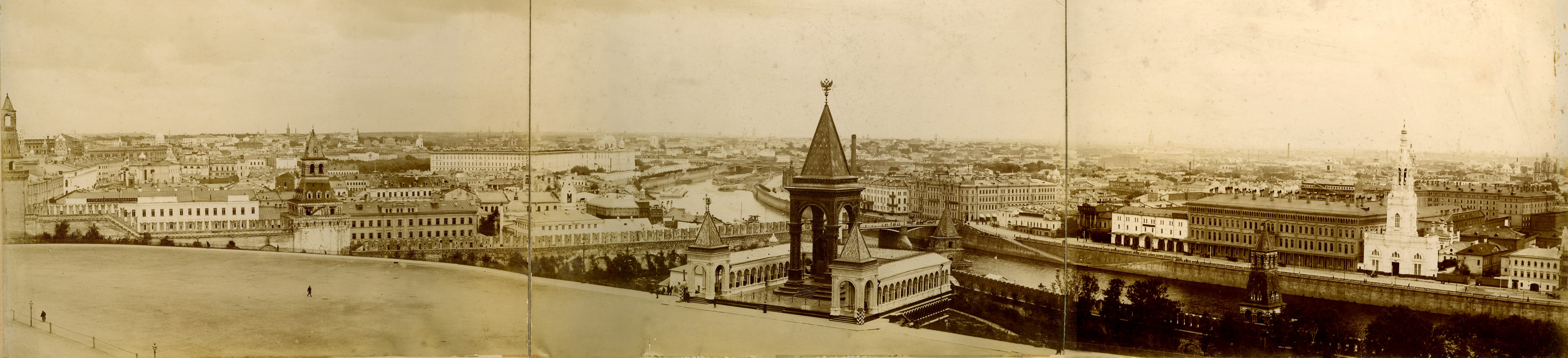
Panorama de Moscou en 1901 avec le monument en premier plan